# Joseph Calozet
Joseph Calozet né à Awenne le 19 décembre 1883 décédé à Bruxelles le 3 mai 1968 est un académicien, un résistant et un écrivain belge de langue wallonne ainsi qu'un militant wallon.

## Biographie
Docteur en philologie classique à l'Université catholique de Louvain (1906), il fait la connaissance de Jean Haust qui venait de mener une enquête sur la langue de son village. Calozet enseigne au Collège communal de Bouillon (1906-1908), puis est maître d'études à l'Athénée de Namur (1908-1914). Pendant la Première Guerre mondiale, il fustige dans des écrits en wallon les déportations d'ouvriers en Allemagne et les Belges qui collaborent avec l'ennemi.
Il est professeur à l'Athénée de Namur de 1918 à 1933 et se met à écrire de la poésie en wallon. Il écrit aussi plusieurs romans en wallon, dont les histoires se déroulent dans son village d'Awenne. En 1963, Marcel Thiry compare la manière d'écrire de Calozet à celle de Tolstoï.
Joseph Calozet est reçu membre du cercle littéraire dialectal Lès Rèlîs Namurwès en 1911. En 1926, 1930 et 1955, il obtient la cocarde décernée au membre ayant fourni le travail le plus méritoire au cours de l'exercice écoulé. Il fait aussi partie du Comité central des fêtes de Wallonie (qu'il préside longtemps).
Quand éclate la Deuxième Guerre mondiale et que la Belgique est occupée une deuxième fois, il est sollicité par le militant wallon et collaborateur Pierre Hubermont pour participer au Congrès de Weimar ainsi qu'à divers organismes allemands de la Province de Namur. Il répond à ces sollicitations par le silence. Cette résistance a comme conséquence qu'il est destitué de son poste de préfet de l'Athénée de Namur en 1943. Sa maison sert de refuge à une bande de maquisards conduits par son fils Jean. Celui-ci est arrêté, déporté  à Mauthausen où il meurt de faim. Son épouse dirige le Front de l'indépendance à Namur. Il travaille pendant la guerre aussi au problème culturel wallon, notamment avec Félix Rousseau et Léopold Genicot dans l'organisation La Wallonie catholique. Aussi fait-il partie, dès sa création de Rénovation wallonne en 1945. Il est membre du comité provincial namurois du Troisième congrès national wallon et signe en 1947 avec 52 autres académiciens La Wallonie en alerte, pétition demandant à la Chambre et au Sénat que ces assemblées postposent l'adaptation des sièges parlementaires au résultat du recensement linguistique de 1947, avant qu'une solution n'ait été trouvée à la position minoritaire de la Wallonie. Cette lettre demeure sans effet puisque, en 1961, la représentation parlementaire de la Région flamande passe de 96 à 104 sièges. En 1962, président du Comité central des fêtes de Wallonie, il lance un appel solennel à la solidarité des Wallons face aux difficultés économiques et politiques. Il est membre de l'Académie royale de langue et de littérature françaises de 1949 à 1968.
Maurice Piron a consacré plusieurs pages de son Anthologie de la littérature wallonne à Joseph Calozet.